# Obdormition
Unter Obdormition (von lateinisch obdormitio „das Einschlafen“) versteht man Missempfindungen (Parästhesien) wie „Kribbeln“ und „pelziges Gefühl“ der Haut, die durch Druck auf einen Nerv entstehen können. Diese Missempfindungen können beispielsweise beim Übereinanderschlagen der Beine auftreten, aber auch im Schlaf dadurch, dass man beispielsweise zu lange auf einem Arm schläft. Dies kann zur Folge haben, dass man den Arm nicht mehr fühlt und diesen auch nicht mehr bewegen kann.
In der Umgangssprache wird dies als Einschlafen der Glieder bezeichnet. Dabei wird der Nerv in der Regel nicht geschädigt und die Missempfindungen sind reversibel. Das taub gewordene Glied wird bald nach der Entlastung des Nerves wieder „spürbar“, dieser Vorgang ist meist mit einem unangenehmen Kribbeln verbunden. Durch langanhaltenden Druck auf einen oder mehrere Nerven können diese jedoch geschädigt werden, so dass die Parästhesien häufiger oder dauerhaft auftreten. Beispiele dafür sind die Engpasssyndrome, zum Beispiel Karpaltunnelsyndrom und Ulnarisrinnensyndrom, oder die so genannte Parkbanklähmung.